# Cimego
Cimego är en ort och frazione i kommunen Borgo Chiesei provinsen Trento i regionen Trentino-Sydtyrolen i Italien.
Cimego upphörde som kommun den 1 januari 2016 och bildade med de tidigare kommunerna Brione och Condino den nya kommunen Borgo Chiese. Den tidigare kommunen hade 419 invånare (2015).